# س
س(아랍어: ﺳﻴﻦ, 씬)은 아랍 문자의 열 두 번째 글자로, 음가는 무성 치경 마찰음 /s/이다. 일반적인 한국어 ㅅ 소리이다.
| 단어에서의 위치: | 독립형 | 어미형 | 어중형 | 어두형 |
| ---------------- | ------ | ------ | ------ | ------ |
| 문자 형태:       | س‎      | ـس‎     | ـسـ‎    | سـ‎     |